# 阿尔孔切尔
阿尔孔切尔，是西班牙埃斯特雷马杜拉巴达霍斯省的一个市镇。总面积295平方公里，总人口1981人（2001年），人口密度7人/平方公里。